# بيرت هودجز (لاعب كرة قاعدة)
بيرت هودجز (بالإنجليزية: Bert Hodges)‏ هو لاعب كرة قاعدة أمريكي، ولد في 25 مايو 1917 في نوكسفيل في الولايات المتحدة، وتوفي بنفس المكان في 8 يناير 2001.

## وصلات خارجية
- بيرت هودجز على موقعبيزبول رفرنس.كوم (الدوري الرئيسي) (الإنجليزية)
- بيرت هودجز على موقعبيزبول رفرنس.كوم (الدوري الثانوي) (الإنجليزية)